# Colin Russell
Colin Russell (Liverpool, 21 gennaio 1961) è un ex calciatore inglese, di ruolo attaccante.

## Carriera
Cresciuto nelle giovanili del Liverpool, club della sua città natale, firma il suo primo contratto professionistico con i Reds nel 1978 e rimane in squadra complessivamente fino al 1982, anche se di fatto in tutti questi anni gioca un'unica partita ufficiale con la prima squadra, ovvero gli ultimi 33 minuti della partita della First Division 1980-1981 del 1º maggio 1981 persa per 1-0 in casa contro il Sunderland.
Nell'estate del 1982 viene ceduto all'Huddersfield Town, in terza divisione: nella stagione 1982-1983 con 16 reti in 41 partite di campionato giocate ricopre un ruolo determinante nella promozione in seconda divisione dei Terriers, con i quali va poi a segno per 7 volte in 25 partite giocate nella prima parte della stagione successiva, che conclude con un prestito in prima divisione allo Stoke City; con le Potteries gioca in totale 11 partite di campionato, segnando anche 2 reti (le sue uniche in carriera in prima divisione), la prima delle quali il 13 marzo 1984 in una vittoria casalinga per 2-0 proprio contro il Liverpool.
Tra il 1984 ed il 1988 gioca poi con grande regolarità in terza divisione: in tre stagioni e mezzo, infatti, segna in tutto 19 reti in 109 partite con le maglie di Bournemouth e Doncaster; nella seconda metà della stagione 1987-1988 segna invece 2 reti in 13 presenze con lo Scarborough in quarta divisione, categoria in cui nei primi mesi della stagione 1988-1989 segna poi 3 reti in 8 presenze con il Wigan. Trascorre successivamente una stagione e mezzo giocando da semiprofessionista con i Colne Dynamoes (con cui vince due campionati consecutivi, salendo dalla settima alla quinta divisione), mentre nella stagione 1991-1992 gioca nelle serie minori inglesi con i semiprofessionisti gallesi del Bangor City. Continua poi a giocare a livello semiprofessionistico in Northern Premier League (sesta divisione) fino al 1995, quando all'età di 34 anni si ritira.
In carriera ha totalizzato complessivamente 256 presenze e 60 reti nei campionati della Football League, giocando almeno una partita e segnando almeno una rete in ciascuna delle sue quattro divisioni.

## Palmarès

### Club

#### Competizioni nazionali
- Northern Premier League: 1

Colne Dynamoes: 1989-1990

#### Competizioni regionali
- Northern Premier League Division One: 1

Colne Dynamoes: 1988-1989
- Warrington Guardian Challenge Cup: 1

Warrington Town: 1994-1995